# Bel-Air (serie televisiva)
Bel-Air è una serie televisiva statunitense creata da Morgan Cooper, Malcolm Spellman, TJ Brady e Rasheed Newson. È un reboot in chiave drammatica della sitcom Willy, il principe di Bel-Air ed è basato sul cortometraggio omonimo di Morgan Cooper. 
La serie è stata distribuita sulla piattaforma streaming Peacock TV il 13 febbraio 2022.

## Sinossi
La serie segue il complicato viaggio di Will Smith dalle strade di West Philadelphia alle ville di Bel-Air.

## Episodi
| Stagione         | Episodi | Pubblicazione USA | Pubblicazione Italia |
| ---------------- | ------- | ----------------- | -------------------- |
| Prima stagione   | 10      | 2022              | 2022                 |
| Seconda stagione | 10      | 2023              | 2023                 |
| Terza stagione   | 10      | 2024              | -                    |

## Produzione

### Sviluppo
Il 10 marzo 2019, Morgan Cooper ha caricato Bel-Air su YouTube . La presentazione era un fan film, scritto e diretto da lui, sotto forma di un finto trailer per una rivisitazione aggiornata e drammatica della sitcom televisiva Willy, il principe di Bel-Air . Will Smith ha elogiato il corto e ha espresso il suo interesse nel produrre un reboot, incontrando personalmente Cooper. L'11 agosto 2020, la serie è stata ufficialmente annunciata dopo essere stata in lavorazione per oltre un anno. All'epoca, Netflix, HBO Max e Peacock stavano facendo offerte per i diritti della serie. L'8 settembre 2020, Peacock ha ordinato ufficialmente la serie per due stagioni con il titolo Bel-Air, con la produzione di Westbrook Inc. e Universal Television . Smith e Cooper sono i produttori esecutivi insieme a Terence Carter, James Lassiter, Miguel Melendez, Malcolm Spellman, Quincy Jones, Benny Medina, Andy Borowitz e Susan Borowitz . Una première online per la serie si è tenuta il 9 febbraio 2022 da Crown & Conquer. La serie è stata distribuita su Peacock il 13 febbraio 2022, con i suoi primi tre episodi.

### Casting
Nell'agosto 2021, Smith ha sorpreso Jabari Banks con la notizia che Banks sarebbe stato il protagonista. Nel settembre 2021, Adrian Holmes, Cassandra Freeman, Olly Sholotan, Coco Jones, Akira Akbar, Jimmy Akingbola, Jordan L. Jones e Simone Joy Jones si sono uniti al cast come personaggi abituali della serie. Nel gennaio 2022, Karrueche Tran, Duane Martin, Joe Holt, April Parker Jones, SteVonté Hart, Scottie Thompson e Charlie Hall in ruoli ricorrenti.

### Riprese
Le riprese principali si sarebbero dovute svolgere a Los Angeles e Filadelfia. Il 7 gennaio 2022, è stato riferito che c'erano alcuni positivi al COVID-19 sul set, ma la produzione non è stata influenzata.